# Jamie Bartlett
Jamie Bartlett (* 9. Juli 1966 in Maidenhead, Vereinigtes Königreich; † 23. Mai 2022 in Johannesburg, Gauteng, Südafrika) war ein südafrikanischer Schauspieler. Einem breiten nationalen Publikum wurde er zwischen 2007 und 2019 durch die Darstellung des David Genaro in der Fernsehserie Rhythm City bekannt.

## Leben
Bartlett wurde 1966 im englischen Maidenhead geboren. Er studierte Sprache und Schauspiel an der Universität Kapstadt und belegte Schauspielkurse bei Peter Bridgemont an der The Chrysalis Theatre Acting School. Er war als Bühnendarsteller am Theater des Market Theatre tätig. Zudem wirkte er in Stücken am Grahamstown Arts Festival oder bei der Schweizer Theaterproduktion The Fire Raisers mit.
Ab den 1980er Jahren übernahm er Nebenrollen in US-amerikanischen Filmproduktionen American Fighter II – Der Auftrag, Tod über der Savanne, Fesseln der Gewalt oder In the Name of Blood. 1999 wirkte er an der Seite von Sean Bean in Bravo Two Zero – Hinter feindlichen Linien mit. 2004 war er in dem Fernsehfilm 12 Days of Terror in der Rolle des Michael Schleisser zu sehen. Außerdem übernahm er im selben Jahr im Film Red Dust – Die Wahrheit führt in die Freiheit mit der Rolle des Dirk Hendricks eine der Hauptrollen des Films. 
2007 war er im Thriller Prey in der Rolle des Jägers Crawford zu sehen. Zwischen 2007 und 2019 spielte er in 3078 Episoden der Fernsehserie Rhythm City als David Genaro die Hauptrolle neben Pam Andrews. Ab 2019 wurde die Serie mit anderen Hauptdarstellern fortgesetzt. 2013 wirkte er bei der Verfilmung der Nelson-Mandela-Biografie Mandela – Der lange Weg zur Freiheit mit. Sein Schaffen für Film und Fernsehen umfasst zwei Dutzend Produktionen.
Bartlett wurde drei Mal bei den South African Film and Television Awards ausgezeichnet und gewann 2001 eine Auszeichnung bei den NTVA Avanti Awards. Er war mit der südafrikanischen Schauspielerin Camilla Waldman verheiratet, mit der er einen Sohn bekam. Jamie Bartlett starb im Mai 2022 im Alter von 55 Jahren.

## Filmografie (Auswahl)
- 1987: American Fighter II – Der Auftrag (American Ninja 2: The Confrontation)
- 1988: Tod über der Savanne (Big Game)
- 1988: Fesseln der Gewalt (Hold My Hand, I’m Dying)
- 1989: In the Name of Blood
- 1989: Screen Two (Fernsehserie, Episode 7x06)
- 1990: The Sandgrass People
- 1990: The Avenger – Der Rächer (The Revenger)
- 1990: American Fighter 4 – Die Vernichtung (American Ninja 4: The Annihilation)
- 1991: Sweet 'n Short
- 1996: Warhead
- 1996: Homeland (Fernsehserie)
- 1997: Ernest in Afrika
- 1998: The Sexy Girls
- 1999: Bravo Two Zero – Hinter feindlichen Linien (Bravo Two Zero)
- 2003: Jenseits aller Grenzen (Beyond Borders)
- 2004: 12 Days of Terror (Fernsehfilm)
- 2004: Red Dust – Die Wahrheit führt in die Freiheit (Red Dust)
- 2004: Swansong for Charlie
- 2006: Avenger (Fernsehfilm)
- 2007: Prey
- 2007–2019: Rhythm City (Fernsehserie, 3078 Episoden)
- 2010: Der weiße Löwe (White Lion)
- 2013: Mandela – Der lange Weg zur Freiheit (Mandela: Long Walk to Freedom)
- 2013: Nothing for Mahala